# Tatarenda Viejo
Tatarenda Viejo ist eine Ortschaft im Departamento Santa Cruz im südamerikanischen Anden-Staat Bolivien.

## Lage im Nahraum
Tatarenda Viejo ist die zweitgrößte Ortschaft im Kanton Ipitá im Municipio Gutiérrez in der Provinz Cordillera. Die Ortschaft liegt auf einer Höhe von 811 m am Rande einer langgestreckten Schwemmlandebene am Ostrand der Serranía Pirirenda, einem der östlichen Vorgebirge der bolivianischen Cordillera Oriental. Etwa zehn Kilometer nördlich von Tatarenda Viejo befindet sich die knapp 6 km² große Laguna Tatarenda, ein abflussloser stark salz- und schwefelhaltiger See, dessen Wasser weder zum Baden noch zur Trinkwasserversorgung genutzt werden kann.

## Geographie
Tatarenda Viejo liegt am Westrand des bolivianischen Tieflands zwischen den Vorgebirgsketten der östlichen Cordillera Oriental und der Cordillera Central. Das Klima ist subtropisch und semihumid, die Temperaturen schwanken im Tagesverlauf und im Jahresverlauf nur begrenzt.
Die Jahresdurchschnittstemperatur beträgt knapp 23 °C, mit monatlichen Durchschnittstemperaturen zwischen 18 °C im Juni und Juli und über 25 °C von November bis Januar (siehe Klimadiagramm Gutiérrez). Der Jahresniederschlag beträgt knapp 750 mm, der Trockenzeit von Mai bis Oktober steht eine ausgeprägte Feuchtezeit von November bis April gegenüber, in der die durchschnittlichen Monatswerte 130 bis 140 mm erreichen.

## Verkehrsnetz
Tatarenda Viejo liegt in einer Entfernung von 187 Straßenkilometern südlich von Santa Cruz, der Hauptstadt des gleichnamigen Departamentos.
Von Santa Cruz führt die asphaltierte Nationalstraße Ruta 9 in südlicher Richtung über Cabezas und Ipitá nach Tatarenda Viejo und weiter über Gutiérrez, Boyuibe und Villamontes nach Yacuiba an der bolivianischen Grenze zu Argentinien.
Achtzehn Kilometer südlich von Tatarenda Viejo zweigt in Ipitá die unbefestigte Ruta 22 in nördlicher Richtung von der Ruta 9 ab und führt über 250 Kilometer auf dem Weg über Masicurí und Vallegrande nach Mataral in der Provinz Florida.

## Bevölkerung
Die Einwohnerzahl der Ortschaft ist in den vergangenen beiden Jahrzehnten auf mehr als das Doppelte angestiegen:
| Jahr | Einwohner | Quelle       |
| ---- | --------- | ------------ |
| 1992 | 305       | Volkszählung |
| 2001 | 406       | Volkszählung |
| 2012 | 637       | Volkszählung |
| 2024 |           | Volkszählung |

Die Region weist einen hohen Anteil an Guaraní-Bevölkerung auf, im Municipio Gutiérrez sprechen 77,3 Prozent der Bevölkerung Guaraní.